# Stay gold (ももいろクローバーZの曲)
「stay gold」（ステイゴールド）は、2019年11月27日に発売された、ももいろクローバーZの20枚目のシングル。

## 収録曲解説

### stay gold
作詞：zopp / 作曲・編曲：藤田卓也
歌詞・動画 - 歌ネット
読売テレビ・日本テレビ系ドラマ『チート〜詐欺師の皆さん、ご注意ください〜』の主題歌で、疾走感あふれる爽快なロックチューン。ドラマの世界観に合わせて“人の二面性”をテーマとした楽曲で、衣装も2つの衣装を縫い合わせた作りになっている。

### HOLIDAY
作詞・作曲：CHI-MEY / 編曲：CHI-MEY・大久保友裕 
歌詞・動画 - 歌ネット
「ももいろクリスマス2019 〜冬空のミラーボール〜」のテーマソングで、同ライブのコンセプト（1960～70年代に放映された音楽バラエティ番組『シャボン玉ホリデー』などを意識）に合わせて、昭和歌謡曲のテイストとなっている。

### ココ☆ナツ -ZZ ver.-
作詞・作曲：前山田健一 / 編曲：宗本康兵
歌詞 - 歌ネット
2010年発表のサマーチューン「ココ☆ナツ」を、グループのバックバンド（ダウンタウンももクロバンド）の音楽監督である宗本康兵がリアレンジした楽曲。メンバー4人が歌い、新たにミックスされている。

### サンタさん -ZZ ver.-
作詞・作曲：前山田健一 / 編曲：徳田光希
歌詞 - 歌ネット
2011年に発表されたクリスマスソング「サンタさん」をリアレンジしたナンバーで、編曲を徳田光希が担当した。上記の「ココ☆ナツ -ZZ ver.-」と同様にメンバー4人が歌い、新たにミックスされている。

## 参加ミュージシャン
stay gold
- Guitar: 山岸竜之介
- Bass: 高田雄一(ELLEGARDEN,MAYKIDZ)
- Drums: komaki
- Chorus: 山岸竜之介、komaki、藤田卓也
- E-BOW Guitar & Programming: 藤田卓也

HOLIDAY
- All Instruments: 大久保友裕、CHI-MEY
- GUitar & Bass: 大久保友裕
- Chorus: 高尾直樹、大崎吾郎、佐々木久美、TIGER、CHI-MEY

ココ☆ナツ -ZZ ver.-
- Programming & Keyboards: 宗本康兵
- Drums: 柏倉隆史
- Bass: 吉田一郎不可触世界
- Guitar: 佐藤大剛

サンタさん -ZZ ver.-
- Programming: 徳田光希
- Guitar: 川渕龍成

## トラックリスト

### 初回限定盤（CD+Blu-ray）
1. stay gold [3:37]
2. HOLIDAY [3:15]
3. stay gold（off vocal ver.）[3:36]
4. HOLIDAY（off vocal ver.）[3:14]

Blu-ray
- stay gold（Music Video）
- stay gold（Music Video メイキング映像）

### 通常盤（CD）
1. stay gold
2. HOLIDAY
3. ココ☆ナツ -ZZ ver.-
4. サンタさん -ZZ ver.-
5. stay gold（off vocal ver.）
6. HOLIDAY（off vocal ver.）